# Sirkanjärvi
Sirkanjärvi är en sjö i Pajala kommun i Norrbotten och ingår i Kalixälvens huvudavrinningsområde. Sjön har en area på 0,0672 kvadratkilometer och ligger 158,3 meter över havet. Sirkanjärvi ligger i Torne och Kalix älvsystem Natura 2000-område. Sjön avvattnas av vattendraget Teurajoki (Jierijoki).

## Delavrinningsområde
Sirkanjärvi ingår i det delavrinningsområde (743278-181798) som SMHI kallar för Ovan Pirttiniemenjoki. Medelhöjden är 169 meter över havet och ytan är 19,9 kvadratkilometer. Räknas de 11 avrinningsområdena uppströms in blir den ackumulerade arean 321,71 kvadratkilometer. Teurajoki (Jierijoki) som avvattnar avrinningsområdet har biflödesordning 2, vilket innebär att vattnet flödar genom totalt 2 vattendrag innan det når havet efter 155 kilometer. Avrinningsområdet består mestadels av skog (66 procent) och sankmarker (27 procent). Avrinningsområdet har 0,07 kvadratkilometer vattenytor vilket ger det en sjöprocent på 0,3 procent. Bebyggelsen i området täcker en yta av 0,17 kvadratkilometer eller 1 procent av avrinningsområdet.